# 耶律抹只
耶律抹只（やりつ まつし、生没年不詳）は、遼（契丹）の軍人。字は留隠。

## 経歴
仲父隋国王耶律釈魯の末裔にあたる。景宗が即位すると、林牙となった。保寧年間、枢密副使に転じた。
乾亨元年（979年）春、北宋が北漢を攻撃すると、南府宰相耶律沙が都統となって北漢の救援におもむき、抹只がその下で監軍をつとめた。白馬嶺の敗戦のため、抹只は身ひとつで逃走した。宋軍が勝利に乗じて燕雲十六州の奪回に乗り出すと、抹只は奚族の兵を率いて耶律休哥を補佐し、宋軍を撃破した。この功績により以前の敗戦の罪は許された。同年冬、抹只は都統の韓匡嗣の下で北宋を攻撃し、満城で戦って敗れた。敗戦にありながら抹只の部隊は整然と撤退して帰還した。南海軍節度使として出向した。乾亨2年（980年）、再び枢密副使となった。
統和元年（983年）4月、侍中を兼ね、東京留守となった。10月、聖宗は高麗への遠征を企図して、東京で抹只の率いるところの兵馬を閲兵した。統和2年（984年）8月、女直の朮不直や賽里ら8つの部族が契丹に帰順するのを仲介した。統和4年（986年）、耶律斜軫らとともに女直を攻撃して勝利した。北宋の曹彬・米信らの軍の侵入を受けると、抹只は軍を率いて南京析津府におもむき、防備を固めた。抹只は耶律休哥とともに涿県の東で宋軍を迎え撃ち、勝利した。統和6年（988年）7月、大同軍節度使に転じた。この年、霜害のために食糧が不作だったので、民衆が税を納めるさいに例年は一斗の粟を5銭に換算して納めていたものを6銭で換算して納めさせるよう上奏した。
統和末年、死去した。

## 伝記資料
- 『遼史』巻84 列伝第14